# Linia kolejowa Ponary – Wołczuny
Linia kolejowa Ponary – Wołczuny – linia kolejowa na Litwie łącząca stację Ponary ze stacją Wołczuny. Stanowi kolejową obwodnicę Wilna.
Linia na całej długości jest dwutorowa oraz niezelektryfikowana (z wyjątkiem stacji Ponary).

## Historia
Linia powstała po II wojnie światowej. Początkowo leżała w Związku Sowieckim. Od 1991 położona jest na Litwie.